# Hollym
Hollym – wieś w Anglii, w hrabstwie East Riding of Yorkshire. Leży 25 km na wschód od miasta Hull i 245 km na północ od Londynu. W 2001 miejscowość liczyła 447 mieszkańców.